# Paul Specht
Paul Levi Specht (* 24. März 1895 in Sinking Spring in Berks County, Pennsylvania; † 11. April 1954 in New York City) war ein US-amerikanischer Bandleader und Geiger. Er hatte in den 1920er Jahren eine populäre Tanzband.

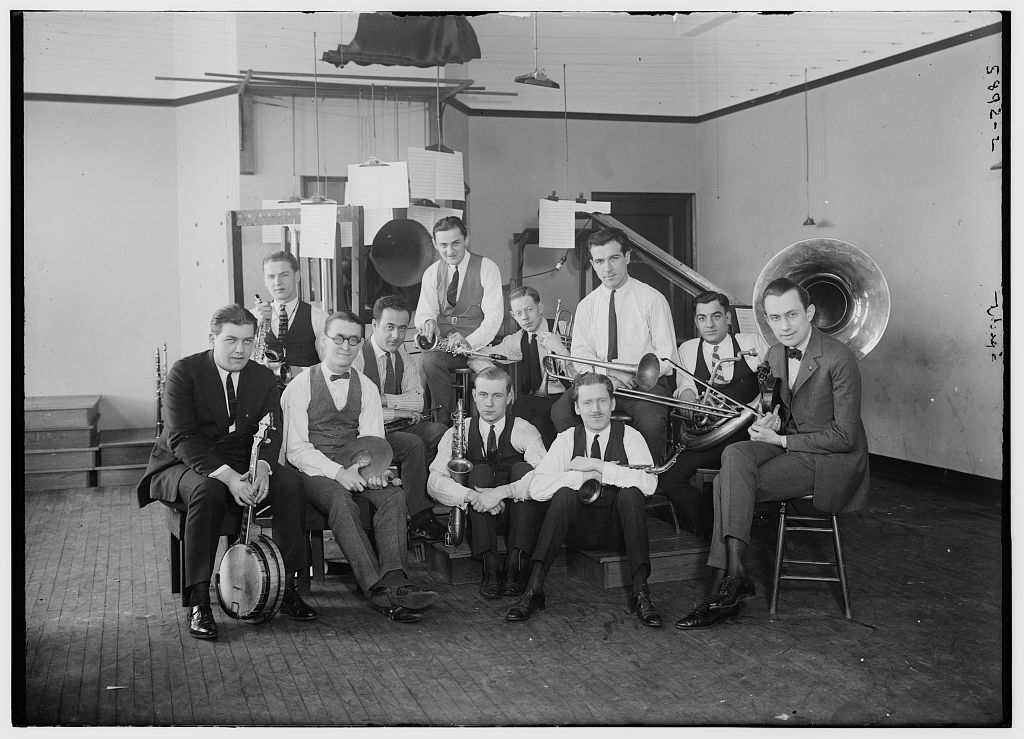
Die Formation von Paul Specht im Aufnahmestudio Anfang der 1920er Jahre, mit Chauncey Morehouse (sitzend, ein Becken haltend), Frank Guarente (rechts neben Morehouse), Arthur „The Baron“ Schutt (in der Mitte der Hinterreihe, mit Saxophon), Specht (ganz rechts)

## Leben und Wirken
Specht war der Sohn des Geigers und Bandleaders „Professor“ Charles G. Specht; Paul Specht erhielt bei ihm ersten Unterricht (er sollte Kornett lernen) und trat sehr früh als Kind in dessen Band auf. Er studierte am Coombs Konservatorium in Philadelphia (Klavier, Violine, Kontrapunkt), spielte dann in Reading (Pennsylvania) und gründete dann 1916 eine eigene Tanzband, die American Collegians. Mit ihnen tourte er in der Zeit des Ersten Weltkriegs im amerikanischen Westen und spielte längere Zeit erfolgreich im Hotel Alamac in Atlantic City. 1922 waren sie in Detroit und kurz danach hatte er sein Debüt in New York City. Die Band war auch hier erfolgreich, spielte im Ballroom des Hotels Astor und erhielt einen Plattenvertrag bei Columbia Records. In der Folge nahm er häufig für Columbia auf, was zu seiner Popularität beitrug. Ebenfalls 1922 wurde er auch Buchungsagent für andere Orchester.
1922 schickte Specht zwei Orchester (Frisco Syncopators, Criterion Orchestra) auf Tour nach London. 1923 folgte er mit seinem eigenen Orchester nach London. Er ließ seine Bands dort bis 1926 spielen (wobei er selbst immer wieder nach New York zurückkehrte, um sich um seine Agentur und Bands dort zu kümmern), verließ dann aber Großbritannien wegen Problemen mit den Gewerkschaften. Als er 1924 in England spielen wollte, wurde ihm dies zunächst verweigert und erst auf diplomatischen Druck konnte er vom Schiff. Ein Hauptgrund für die Schwierigkeiten, die er bekam, war das aggressive geschäftliche Vorgehen von Specht, der mit der Cunard Line verhandelte, um auf all ihren Schiffen zu spielen und auch englische Bands vom Kontinent zu verdrängen drohte. Er soll auch eine Schule für Jazz in London gegründet haben (jedenfalls kündigte er das in der Presse an), um den englischen Orchestern auf diesem Gebiet Nachhilfe zu geben, doch scheint sein Ansinnen nicht auf große Akzeptanz getroffen zu sein. Auch bei der Rückkehr 1924 auf der Berengaria nach New York mit dem Prince of Wales an Bord bekam er Probleme – auf seine Ankündigung (nach eigenen Angaben auf besonderen Wunsch des Prince of Wales) mit seinem Orchester zu spielen, drohte das Bordorchester und mit ihm die Seemannsgewerkschaft mit Streik.
Specht bildete aus seiner Band zwei weitere, die The Georgians (geleitet vom Trompeter Frank Guarente) für Hot Music (Jazz), die andere The Romancers für Walzer.
In einer Besprechung einer Neuauflage seiner Tanzmusik von 1925 bis 1931 (Retro Specht, Vintage Music Productions, 2003) bevorzugt Scott Yanow die späteren Aufnahmen ab 1929, da sie mehr Swing- und Hot-Solos hätten. Zu seinen Bandmitgliedern zählten der Klarinettist Hank D’Amico, Pianist Arthur Schutt, Russ Morgan, Trompeter Sylvester Ahola, Bassist Joe Tarto, Charlie Spivak, Art Christmas, Chauncey Morehouse, Charlie Butterfield, Johnny Morris, Al Philburn, Artie Shaw, Roy Smeck und Lou Calabrese (Lou Breese).
Ende der 1920er Jahre war er (mit Paul Whiteman und Vincent Lopez) einer der drei führenden Tanzband-Leiter in den New York und den USA. 1929 stach er Whiteman aus, als er die Band auf dem Ball des Präsidenten Herbert Hoover anlässlich seiner Amtseinführung stellte. Seine Band war die Erste, die bei RCA im Radio übertragen wurde, die Erste, die über ein landesweites Netz von über 100 Stationen zu hören war, und die Erste in einem Tonfilm (DeForrest Phonofilms).
1932 spielte er mit dem weiblichen Vokaltrio Three X Sisters bei der American Broadcasting Company im Radio.
Specht führte bis in die 1940er Jahre Orchester, erkrankte dann aber an Arthritis, was ihn zum Rückzug als aktiver Musiker zwang. Zuletzt arrangierte er für Radio und Fernsehen und lebte in Greenwich Village. Er liegt in Sinking Spring begraben. Die Noten des Erkennungs-Songs seiner Band sind auf seinem Grabstein eingemeißelt.